# Filomelo
Filomelo (Focide, ... – Neone, 354 a.C.) è stato un militare greco antico.
Nel 356 a.C. invase Delfi e ne usò i tesori per allestire un esercito mercenario con cui attaccare la Beozia, ma fu ucciso in battaglia a Neone da Tessali e Beoti.